# Metablastothrix
Metablastothrix är ett släkte av steklar som beskrevs av Sugonjaev 1964. Metablastothrix ingår i familjen sköldlussteklar.
Kladogram enligt Catalogue of Life och Dyntaxa:
| Metablastothrix | \| \| Metablastothrix claripennis \| \| \| \| \| \| Metablastothrix isomorpha \| \| \| \| \| \| Metablastothrix isomorpha \| \| \| \| |
|                 | \| \| Metablastothrix claripennis \| \| \| \| \| \| Metablastothrix isomorpha \| \| \| \| \| \| Metablastothrix isomorpha \| \| \| \| |
|                 | Metablastothrix claripennis |
|                 | |
|                 | Metablastothrix isomorpha |
|                 | |
|                 | Metablastothrix isomorpha |
|                 | |